# Gare de Bodø
La gare de Bodø (en norvégien : Bodø stasjon), est une gare ferroviaire norvégienne de la  ligne du Nordland, située à Rønvik sur le territoire de la commune de Bodø dans le comté de Nordland en région Nord-Norge.
Elle est mise en service en 1961. C'est une gare des Norges Statsbaner (NSB), desservie par des trains de voyageurs et de marchandises.

## Situation ferroviaire
Établie à 3 mètres d'altitude, la gare terminus de Bodø est située au point kilométrique (PK) 728,75 de la ligne du Nordland, après la gare de Mørkved.
C'est une gare terminus en cul-de-sac.

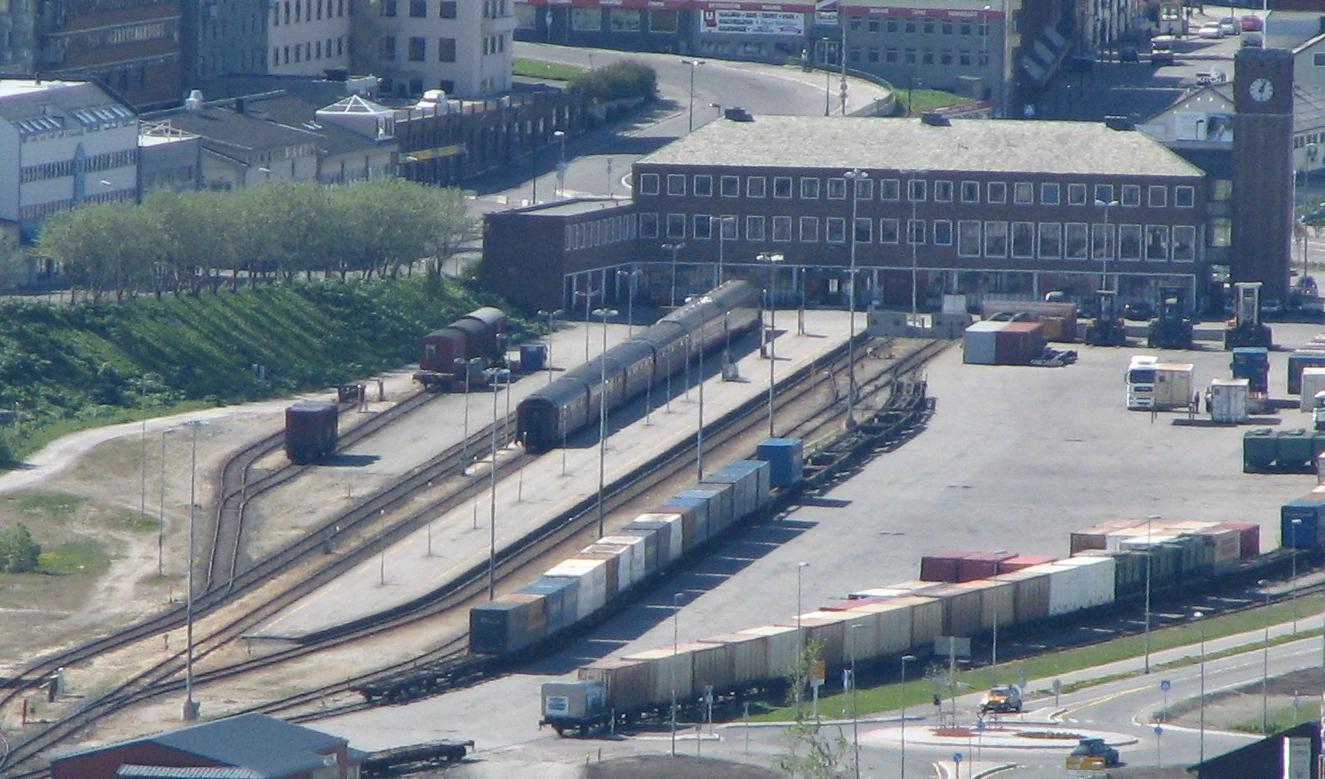
Vue d'ensemble de la gare.

## Histoire
La construction d'une ligne ferroviaire jusqu'à Bodø était dans les cartons depuis 1923, mais en raison de la Seconde Guerre mondiale et d'une économie chancelante, la ligne ne fut pas prête avant 1961. La gare de Bodø est mise en service le 1er décembre 1961, uniquement pour le service des marchandises. L'ouverture du service des voyageurs a lieu le 1er février 1962. La ligne est inaugurée par le roi Olav le 7 juin 1962.
Il y eut plusieurs incidents où des trains de marchandises ont percuté les heurtoirs de la gare ; en particulier en septembre 2003 lorsqu'un train de marchandises transportant des câbles de fibre optique et provenant de l'entreprise Nexans à Rognan heurta le buttoir de la voie 3 à 51 km/h
Deux trains partent par jour de la gare centrale de Trondheim : un train de jour et un train de nuit.

## Service des voyageurs

### Accueil
Il y a une aubette sur le quai. La gare a une salle d'attente ouverte du lundi au vendredi de 7 h 30 à 21 h 10 et le week-end de 9 h à 21 h 10.
Les guichets sont ouverts de 9 h 10 à 16 h 10 du lundi au vendredi. Sinon, il y a des automates dans la gare qui propose en outre un service de consigne. Il y a également un kiosque dans la gare.

### Desserte

#### Desserte nationale
Deux trains par jour partent pour Trondheim : un train de jour et un de nuit. Le temps de trajet varie peu entre le jour et la nuit : le train de jour met 9 h 50 à rallier Trondheim, celui de nuit 20 min de moins en raison de quelques gares qu'il ne dessert pas.

#### Desserte régionale
Il y a un train par jour entre Bodø et Mosjøen, en plus des deux trains pour Trondheim. Le trajet dure 2 h 45, soit entre 15 et 30 min de moins que les trains nationaux. 

#### Desserte locale
Le trafic local entre Bodø et Fauske ou Rognan,  se compose de huit départs par jour de Bodø : quatre trains s'arrêtant à Fauske, environ 5 à 6 autres poursuivants leur route jusqu'à Rognan.

### Intermodalités
Un  parc pour les vélos et un parking pour les véhicules y sont aménagés. Un arrêt de bus se situe à proximité de la gare desservie tous les quarts d'heure du lundi au vendredi par un bus desservant l'aéroport de Bodø.
La gare routière, située à 500 mètres de la gare, propose des bus pour les destinations de Fauske, Oppeid, Lødingen, Sortland, Drag et Narvik.